# Bernat de Corbera
Bernat de Corbera (?, final segle xv - ?, segle xvi). Canonge de Barcelona; President de la Generalitat de Catalunya (1518-1521).
Va ser nomenat president de la Generalitat el 22 de juliol de 1518.
Durant el seu mandat, es produeix la coronació de Carles I qui visità Barcelona per primer cop el 14 de febrer de 1519 i jurà l'endemà com a conregnant ab la seremíssima reyna dona Juana, fórmula amb la que discreparen els consellers de Barcelona. Després de discrepar també per la fórmula de convocatòria de les Corts, aquestes és vam poder celebrar el 12 de maig de 1519.
Durant 1519 i 1520, la pesta i unes collites exigües estengueren la misèria arreu del Principat. Amb una pressió fiscal alta, molts nobles justifiquen l'impagament del fogatge dels seus vassalls, ciutats com Girona o Agramunt endarrerien els pagaments i Vic es va declarar insolvent. La combinació de malalties i penúria econòmica va fer témer a les classes dirigents que es pogués produir una extensió de la revolta de les Germanies del Regne de València a Catalunya. De fet, a Cambrils es produïren avalots al maig de 1520 i a Tàrrega al març del mateix any.